# Ågerup (Roskilde Kommune)
 For alternative betydninger, se Ågerup. (Se også artikler, som begynder med Ågerup)
Ågerup er en lille satellitby på Østsjælland med 1.710 indbyggere  (2024). Ågerup er beliggende i Ågerup Sogn 10 kilometer nordøst for Roskilde, otte kilometer nordvest for Hedehusene og 32 kilometer vest for København. Byen ligger i Roskilde Kommune og tilhører Region Sjælland.
I byen ligger Ågerup Kirke, hvor kirke-scenerne til Hella Joofs film Oh Happy Day blev optaget. Siden 2010 har kirken haft et gospelkor, som bærer samme navn som filmen.
Desuden har byen et lille butikstorv med indkøbsmuligheder, et bibliotek, tre børnehaver, en fritidsklub og et omsorgscenter.
1,5 km nord for Ågerup ligger Lindebjergskolen, som er en folkeskole i nabobyen Gundsølille med 362 elever (2015) fordelt på klassetrinene 0.-9.
Hvert år arrangerer Gundsølille Skytte Gymnastik & Idrætsforening sommerfest i august måned på sportspladsen i Ågerup.
Ågerup er første gang nævnt omkring 1160 som Akætorp.